# Cratone Nain

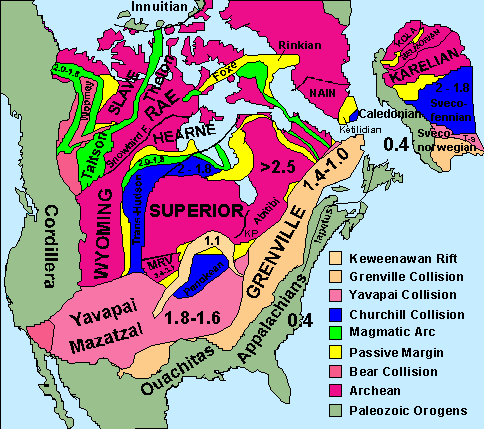
Paleo mappa dei cratoni, basamenti cristallini e cinture orogenetiche del Nord America e Scandinavia.

Cratone Nain o più comunemente provincia Nain, è la denominazione con cui nel Labrador (Canada) viene indicato il cratone nordatlantico.
Il cratone Nain è uno dei sei cratoni archeani dello scudo canadese (assieme al cratone Slave, cratone Hearne, cratone del Wyoming, cratone Superiore, cratone Rae) che sono legati assieme da una cintura orogenetica del Paleoproterozoico. Prima di suturarsi assieme, questi cratoni formavano microcontinenti indipendenti.

## Provincia geologica
La provincia geologica di Nain venne intrusa dalla Nain Plutonic Suite tra 1350 e 1290 milioni di anni fa; le intrusioni di anortosite-granito dividono la provincia nel blocco di Saglek a nord, e nel blocco di Hopedale a sud.
La provincia Nain si estende per 600 km in lunghezza e 100 km in larghezza. Il gneiss della provincia ha subito l'ultima deformazione e metamorfizzazione 2,5 miliardi di anni fa quando due blocchi si sono agganciati con un margine collisionale che si estendeva per 200 km a nord e 150 km a sud di Nain. Questi due blocchi sempbrano rappresentare due distinti nuclei cratonici archeani, ciascuno con la sua storia deposizionale minerale. Importanti intrusioni granitiche (Wheeler Mountain, Halbach, Alliger, Sheet Hill, Loon Island, Red Island e Satok Island) formano una catena lineare allungata per 150 km in direzione nord e che decresce in età andando verso sud, partendo dai 2,135 miliardi di anni del granito di Wheeler Mountain a nord, per finire ai 2,025 miliardi di anni della monzonite di Satok Island a sud.
La provincia Nain fu successivamente intrusa tra 1,35 e 1,29 miliardi di anni dalla Nain Plutonic Suite; intrusioni composite di anortosite e granito dividono il blocco di Saglek a nord dal blocco di Hopedale a sud. L'orogenesi dei monti Torngate si sviluppò durante la convergenza obliqua del cratone Superiore con il cratone Nain avvenuta 900 milioni di anni fa.
La crosta cristallina del cratone Nain ha uno spessore di 38 km; si assotiglia fino a 9 km nella piattaforma del margine del Labrador, dove è ricoperta da 8 km di sedimenti.